# Argyrophylax basifulva
Argyrophylax basifulva är en tvåvingeart som beskrevs av Mario Bezzi 1925. Argyrophylax basifulva ingår i släktet Argyrophylax och familjen parasitflugor. Inga underarter finns listade i Catalogue of Life.